# Burton Y. Berry
Burton Y. Berry (n. 31 august 1901, Fowler, Indiana, SUA – d. 22 august 1985, Zürich, cantonul Zürich, Elveția) a fost un diplomat colecționar de artă american. A fost ambasador al Statelor Unite ale Americii în Regatul României în timpul preluării puterii de către comuniști.